# Orbital Sciences
Orbital Sciences (abgekürzt OSC, oft auch Orbital genannt), vormals Orbital Sciences Corporation, ist (Stand 2020) ein in Dulles, Virginia ansässiges Unternehmen, das sich auf die Herstellung und den Start von Trägerraketen und Satelliten spezialisiert hat. Es wurde 1982 von drei befreundeten Absolventen der Harvard Business School, David Thompson, Scott Webster und Bruce Ferguson gegründet und beschäftigte im Jahr 2016 rund 2700 Angestellte. Das erste Produkt und Kern der Gründungsidee war die Transfer Orbit Stage (TOS) für die NASA.
Mit seiner Rakete Antares und dem Raumtransporter Cygnus ist Orbital Sciences neben SpaceX eines der beiden Unternehmen, die den US-amerikanischen Teil der Internationalen Raumstation versorgen. Orbital war auch maßgeblich an dem geplanten Rüstungsprojekt National Missile Defense der USA beteiligt.
Im Februar 2015 wurde die Orbital Sciences Corporation zusammen mit der Rüstungssparte von Alliant Techsystems Teil des neuen Unternehmens Orbital ATK, welches 2018 von Northrop Grumman übernommen und in Northrop Grumman Innovation Systems umbenannt wurde.

## Entwicklungen und Beteiligungen

### Trägerraketen
- Minotaur
- Pegasus (Abschuss von Raketenstartflugzeug Stargazer)
- Minotaur-C (vormals Taurus)
- Antares (vormals Taurus II)
- OSP-2 Minotaur IV (eine modifizierte Version der Peacekeeper-Interkontinentalrakete)
- Omega

### Experimentelle Fluggeräte
- X-34 (ein wiederverwendbares, ferngesteuertes Transportfluggerät)

### National Missile Defense
- GMD Boost Vehicle
- Kinetic Energy Interceptors (KEI)
- Ballistic target vehicles
- GQM-163A Coyote
- Testumgebungen für suborbitale Raketen

### Satelliten und Raumsonden
- GEO-Satelliten
- LEO-Satelliten
- Dawn-Raumsonde für die NASA
- Optus D1
- GeoStar-Satellitenbus

### Sonstiges
- DART
- Orbital Space Plane
- Orion-Raumschiff (in Zusammenarbeit mit Lockheed Martin)
- Cygnus-Raumtransporter